# 諫山実生
諫山 実生（いさやま みお、 1980年6月7日 - ）は、日本の女性シンガーソングライター。東京都練馬区出身。身長170cm。既婚者で娘がいる。

## 経歴
幼少時代からピアノに触れ、絶対音感を身に着ける。
中学生から作曲に取り組み、高校時代には自作の歌を作ったのをきっかけに老人ホームや児童施設などで演奏活動を行う。
短期大学時代に飲食店での弾き語りのアルバイトをしているところでスカウトされ、2002年8月28日にシングル「恋花火」でデビュー。NHK『みんなのうた』にタイトル曲が採用される。なお、このデビュー曲のプロモーションビデオは蛭子能収が監督し、『諌山節考』というタイトルの短編映画として公開・DVD化された。
2004年12月1日に発売された「月のワルツ」は湯川れい子の作詞。ミュージック・ビデオはアニメーション作家のいしづかあつこの手によるもの。NHK『みんなのうた』2004年10月-11月期で放送されると、その幻想的な歌とアニメーションの世界観に反響は大きく、問い合わせが相次いだという。
地元が一緒で上戸彩とは仲が良い。アルバイトで弾き語りをしていた飲食店に、上戸彩が母親と遊びに来ていたという。上戸は、2ndシングルのリリースの際、音楽雑誌で友人の曲として諌山のデビューシングル「恋花火」をお気に入りの1曲に挙げていたことがある。

## 作品

### CDシングル
1. 恋花火（2002年8月28日）
  - NHK『みんなのうた』2002年8月 - 9月採用曲、映画『諫山節考』イメージソング
2. Eternal Love（2002年11月20日）
  - 赤い羽根共同募金CMキャンペーンソング
3. 朝陽の中で微笑んで（2003年5月28日）
  - テレビ朝日系ドラマ『動物のお医者さん』主題歌
4. JOURNEY OF LIFE（2003年5月28日）
  - JOURNEY OF LIFE（JAPANESE VERSION）：NHK BS1『地球WALKER』テーマソング
  - 手紙：横浜開港祭テーマソング、NHK教育テレビ放送ドラマ『パパ・トールド・ミー』挿入歌、CBCラジオ5月推薦曲
5. Winter Story（2003年12月3日）
  - Winter Story：フジテレビフラワーセンターイメージソング
  - 優しい風の吹く街へ：NHK富山『とやま 夢・航海』テーマソング
6. 誓い（2004年2月18日）
7. 手紙（2004年9月1日）
  - フジテレビフラワーセンターイメージソング
8. 月のワルツ（2004年12月1日）
  - NHK『みんなのうた』2004年10月 - 11月採用曲
9. サハラの誘惑（2005年7月6日）
  - サハラの誘惑：テレビ朝日『ビートたけしのTVタックル』エンディングテーマ
  - PASSAGE 〜明日への夢〜：NHK BS2『地球街角アングル』テーマソング
10. スピカ（2005年11月30日）
  - テレビ朝日『朝だ!生です旅サラダ』テーマソング
11. HORIZON（2006年7月19日）
  - 映画『怪談新耳袋ノブヒロさん』テーマソング
12. あなたに贈る詩（2006年8月30日）
  - KBS京都ドラマ『ランブリングフィッシュ』エンディングテーマ
13. とおりゃんせ（2007年1月17日）
14. プレイス・オブ・ピリオド（2008年12月3日）
  - プレイス・オブ・ピリオド：ゲーム『ひぐらしのなく頃に絆』第二巻・想 テーマソング
  - 半分だけの愛：ニンテンドーDSソフト『赤い糸DS』イメージソング
15. 虹色ラブレター（2009年3月4日）
  - NHK『みんなのうた』2009年2月 - 3月採用曲

### CDアルバム
1. 撫子の華（2003年3月12日）
  - 手紙：映画『諫山節考』主題歌
2. ハナコトバ 〜花心詩〜（2003年9月10日）
  - ふたり：フジテレビフラワーセンターイメージソング
  - 手紙（ピアノアレンジ）：MBS・TBS系『世界ウルルン滞在記』エンディングテーマ
3. 春のかほり（2004年3月24日）
4. 恋愛組曲 〜ONE AND ONLY STORY〜（2005年1月26日）
5. Woman（2006年2月8日）
6. こころ（2007年3月7日）
  - DAYS：北陸電力オール電化イメージソング
  - Fly -光の中へ-：JAグループ新潟イメージソング

### ミニアルバム
1. Legato（2011年2月2日）

### ベストアルバム
1. 諫山実生名曲撰 ユメミゴコチ（2007年12月12日）

### デジタル配信シングル
1. 絆（2007年10月23日）
2. エレジー（2010年6月9日）

### その他作品
1. シャドウハーツII オリジナルサウンドトラックス（2004年3月24日）
  - 月恋花：アルゼPlayStation 2用ゲームソフト『シャドウハーツII』テーマソング
2. NHK Hi-Vision アニメーション『火の鳥「黎明編」』オープニングテーマ（2004年）[2]
3. PS2ゲーム『ARIA The ORIGINATION 〜蒼い惑星のエルシエロ〜』主題歌（2008年）
  - 花ノ咲ク星

### 楽曲提供
- CHiCO - 駅（作詞・作曲[3]）

## 過去のレギュラー番組
- TOKYO→NIIGATA MUSIC CONVOY 木曜 （2005年10月 - 2007年3月、FM PORT）